# DN-galan 2013
DN-galan 2013 var en friidrottsgala som avgjordes den 22 augusti 2013. Många av årets tävlingar ingick i Diamond League.

## Grenar
Herrar
- 200 m
- 400 m
- 600 m
- 1500 m
- 3000 m hinder
- 110 m häck
- Längdhopp
- Diskus
- Spjut

Damer
- 100 m
- 400 m
- 800 m
- 3000 m/5000 m
- 400 m häck
- Stavhopp
- Tresteg
- Kula
- Spjut
- Höjdhopp

Mix
- 4x200 m ungdomar